# 全日本仏教会
公益財団法人全日本仏教会（ぜんにほんぶっきょうかい）は、日本の伝統仏教諸宗派（2012年4月現在59宗派）によって合同で設立された伝統仏教を代表する財団法人。略称は「全仏」（ぜんぶつ）。「ぜんふつ」は誤読。仏旗および法輪をシンボルとして掲げる。2018年時点で、59の宗派、36の都道府県仏教会、10の各種仏教団体が加盟している。日本の伝統仏教界を代表する唯一の総連合体である。
加盟団体に所属する寺院・教会等は7万を超える。日本仏教界を代表して世界仏教徒連盟に加盟しているほか、神道・キリスト教・新宗教の連合体と日本宗教連盟を構成している。その名称から、弁護士会と同様、日本の伝統仏教諸宗派・寺院全てが加盟していると思われがちだが、実際には全仏に加盟していない宗派・単立本山寺院も存在する（日蓮正宗など）。一方で、仏教系新宗教である念法眞教、孝道教団、本門佛立宗が全仏に加盟している。また、国柱会や日本山妙法寺大僧伽など、全仏を脱退した団体も存在する。
会長職は各派の管長が2年交代で務める。2022年4月現在の会長は真宗大谷派門主の大谷暢裕。

## 歴史
1900年（明治33年）に設立された国家の宗教統制に反対して結成された「仏教懇話会」に淵源を持ち、「大日本仏教会」「日本仏教連合会」を経て、1957年（昭和32年）友松円諦が中心となって再組織化し、財団法人全日本仏教会と改称。2012年（平成24年）4月に公益財団法人となる。

## 組織

### 組織図
公式ホームページで確認できる組織図は以下の通り。巨大組織であるが故に複雑な構造となっている。なお、団体では「機構図」と呼んでいる。
|                                   |                                   |                                   |                                   |                                   |                                   |  |  |  |  |                   |                   |                   |                   |                   |                   |  |  |                                              |                                              |                                              |                                              |                                              |                                              |  |  |  |  |
|                                   |                                   |                                   |                                   |                                   |                                   |  |  |  |  | 会長              |                   |                   |                   |                   |                   |  |  |                                              |                                              |                                              |                                              |                                              |                                              |  |  |  |  |
|                                   |                                   |                                   |                                   |                                   |                                   |  |  |  |  |                   |                   |                   |                   |                   |                   |  |  |                                              |                                              |                                              |                                              |                                              |                                              |  |  |  |  |
|                                   |                                   |                                   |                                   |                                   |                                   |  |  |  |  | 副会長            |                   |                   |                   |                   |                   |  |  |                                              |                                              |                                              |                                              |                                              |                                              |  |  |  |  |
|                                   |                                   |                                   |                                   |                                   |                                   |  |  |  |  |                   |                   |                   |                   |                   |                   |  |  |                                              |                                              |                                              |                                              |                                              |                                              |  |  |  |  |
| WFB日本センター                   | WFB日本センター                   | WFB日本センター                   | WFB日本センター                   | WFB日本センター                   | WFB日本センター                   |  |  |  |  | 評議員会          | 評議員会          | 評議員会          | 評議員会          | 評議員会          | 評議員会          |  |  | 評議員選定委員会                             | 評議員選定委員会                             | 評議員選定委員会                             | 評議員選定委員会                             | 評議員選定委員会                             | 評議員選定委員会                             |  |  |  |  |
| WFB日本センター                   | WFB日本センター                   | WFB日本センター                   | WFB日本センター                   | WFB日本センター                   | WFB日本センター                   |  |  |  |  | 評議員会          | 評議員会          | 評議員会          | 評議員会          | 評議員会          | 評議員会          |  |  | 評議員選定委員会                             | 評議員選定委員会                             | 評議員選定委員会                             | 評議員選定委員会                             | 評議員選定委員会                             | 評議員選定委員会                             |  |  |  |  |
|                                   |                                   |                                   |                                   |                                   |                                   |  |  |  |  |                   |                   |                   |                   |                   |                   |  |  |                                              |                                              |                                              |                                              |                                              |                                              |  |  |  |  |
| 宗派代議員会議                    | 宗派代議員会議                    | 宗派代議員会議                    | 宗派代議員会議                    | 宗派代議員会議                    | 宗派代議員会議                    |  |  |  |  | 理事会            | 理事会            | 理事会            | 理事会            | 理事会            | 理事会            |  |  | 監事                                         | 監事                                         | 監事                                         | 監事                                         | 監事                                         | 監事                                         |  |  |  |  |
| 宗派代議員会議                    | 宗派代議員会議                    | 宗派代議員会議                    | 宗派代議員会議                    | 宗派代議員会議                    | 宗派代議員会議                    |  |  |  |  | 理事会            | 理事会            | 理事会            | 理事会            | 理事会            | 理事会            |  |  | 監事                                         | 監事                                         | 監事                                         | 監事                                         | 監事                                         | 監事                                         |  |  |  |  |
|                                   |                                   |                                   |                                   |                                   |                                   |  |  |  |  |                   |                   |                   |                   |                   |                   |  |  |                                              |                                              |                                              |                                              |                                              |                                              |  |  |  |  |
|                                   |                                   |                                   |                                   |                                   |                                   |  |  |  |  |                   |                   |                   |                   |                   |                   |  |  |                                              |                                              |                                              |                                              |                                              |                                              |  |  |  |  |
| 都道府県仏教会 仏教団体代議員会議 | 都道府県仏教会 仏教団体代議員会議 | 都道府県仏教会 仏教団体代議員会議 | 都道府県仏教会 仏教団体代議員会議 | 都道府県仏教会 仏教団体代議員会議 | 都道府県仏教会 仏教団体代議員会議 |  |  |  |  |                   |                   |                   |                   |                   |                   |  |  | 総務財政審議会 社会人権審議会 国際交流審議会 | 総務財政審議会 社会人権審議会 国際交流審議会 | 総務財政審議会 社会人権審議会 国際交流審議会 | 総務財政審議会 社会人権審議会 国際交流審議会 | 総務財政審議会 社会人権審議会 国際交流審議会 | 総務財政審議会 社会人権審議会 国際交流審議会 |  |  |  |  |
| 都道府県仏教会 仏教団体代議員会議 | 都道府県仏教会 仏教団体代議員会議 | 都道府県仏教会 仏教団体代議員会議 | 都道府県仏教会 仏教団体代議員会議 | 都道府県仏教会 仏教団体代議員会議 | 都道府県仏教会 仏教団体代議員会議 |  |  |  |  |                   |                   |                   |                   |                   |                   |  |  | 総務財政審議会 社会人権審議会 国際交流審議会 | 総務財政審議会 社会人権審議会 国際交流審議会 | 総務財政審議会 社会人権審議会 国際交流審議会 | 総務財政審議会 社会人権審議会 国際交流審議会 | 総務財政審議会 社会人権審議会 国際交流審議会 | 総務財政審議会 社会人権審議会 国際交流審議会 |  |  |  |  |
|                                   |                                   |                                   |                                   |                                   |                                   |  |  |  |  |                   |                   |                   |                   |                   |                   |  |  |                                              |                                              |                                              |                                              |                                              |                                              |  |  |  |  |
|                                   |                                   |                                   |                                   |                                   |                                   |  |  |  |  | 事務総局 関西支部 | 事務総局 関西支部 | 事務総局 関西支部 | 事務総局 関西支部 | 事務総局 関西支部 | 事務総局 関西支部 |  |  | 宗教教育推進委員会                           | 宗教教育推進委員会                           | 宗教教育推進委員会                           | 宗教教育推進委員会                           | 宗教教育推進委員会                           | 宗教教育推進委員会                           |  |  |  |  |
|                                   |                                   |                                   |                                   |                                   |                                   |  |  |  |  | 事務総局 関西支部 | 事務総局 関西支部 | 事務総局 関西支部 | 事務総局 関西支部 | 事務総局 関西支部 | 事務総局 関西支部 |  |  | 宗教教育推進委員会                           | 宗教教育推進委員会                           | 宗教教育推進委員会                           | 宗教教育推進委員会                           | 宗教教育推進委員会                           | 宗教教育推進委員会                           |  |  |  |  |

### 事務総局
- 総務部
- 財務部
- 広報文化部
- 社会人権部
- 国際部
- 関西支局

### 諮問委員会
- 総務財政審議会
- 社会人権審議会
- 国際交流審議会

### 加盟団体
- 天台宗
- 天台真盛宗
- 金峯山修験本宗
- 天台寺門宗
- 聖観音宗
- 和宗
- 孝道教団
- 妙見宗
- 念法眞教
- 高野山真言宗
- 真言宗智山派
- 真言宗豊山派
- 真言宗大覚寺派
- 新義真言宗
- 真言宗善通寺派
- 真言宗御室派
- 真言宗山階派
- 真言宗泉涌寺派
- 真言宗醍醐派
- 真言宗国分寺派
- 真言宗須磨寺派
- 真言宗中山寺派
- 真言三宝宗
- 信貴山真言宗
- 真言宗犬鳴派
- 東寺真言宗
- 浄土宗
- 浄土宗西山禅林寺派
- 浄土宗西山深草派
- 西山浄土宗
- 浄土真宗本願寺派
- 真宗大谷派
- 真宗高田派
- 真宗佛光寺派
- 真宗興正派
- 真宗木辺派
- 時宗
- 融通念佛宗
- 臨済宗妙心寺派
- 臨済宗南禅寺派
- 臨済宗円覚寺派
- 臨済宗建長寺派
- 臨済宗天龍寺派
- 臨済宗相国寺派
- 臨済宗東福寺派
- 曹洞宗
- 黄檗宗
- 日蓮宗
- 法華宗本門流
- 法華宗陣門流
- 法華宗真門流
- 顕本法華宗
- 本門佛立宗
- 本門法華宗
- 法相宗
- 聖徳宗
- 華厳宗
- 真言律宗
- 律宗
- 北海道仏教会連盟
- 青森県仏教会
- 岩手県仏教会
- 福島県仏教会
- 群馬県仏教連合会
- 栃木県仏教会
- 茨城県仏教会
- （一財）埼玉県佛教会
- 千葉県仏教会
- 東京都仏教連合会
- 神奈川県仏教会
- 新潟県仏教会
- 石川県仏教会
- 福井県仏教会
- 山梨県仏教会
- 長野県仏教会
- 岐阜県仏教会
- 静岡県仏教会
- 愛知県仏教会
- 滋賀県仏教会
- （一財）京都仏教会
- 京都府仏教連合会
- 大阪府仏教会
- 兵庫県仏教会
- 和歌山県仏教会
- 島根県仏教会
- 岡山県仏教会
- 鳥取県仏教連合会
- 香川県仏教会
- （一社）徳島県仏教会
- 愛媛県仏教会
- 高知県仏教会
- 福岡県仏教連合会
- 長崎県仏教連合会
- 熊本県仏教会
- 宮崎県仏教連合会
- 沖縄県仏教会
- （公社）全日本仏教婦人連盟
- （公財）仏教伝道協会
- 日本仏教鑽仰会
- （公社）日本仏教保育協会
- （公財）国際仏教興隆協会
- 東京ブディストクラブ
- 全日本仏教青年会
- （一社）仏教情報センター
- 日韓仏教交流協議会
- （一社）在家仏教協会

計106団体（平成30年11月現在）

## 歴代会長
| 期別   | 氏名       | 在任時期                | 肩書                 | 自坊           |
| ------ | ---------- | ----------------------- | -------------------- | -------------- |
| 第2期  | 大谷光照   | 1955年07月 - 1957年10月 | 浄土真宗本願寺派門主 | 西本願寺       |
| 第3期  | 高階瓏仙   | 1957年10月 - 1959年10月 | 曹洞宗管長           | 永平寺・總持寺 |
| 第4期  | 大谷光暢   | 1959年10月 - 1961年10月 | 真宗大谷派門首       | 東本願寺       |
| 第5期  | 大谷光照   | 1961年10月 - 1963年10月 | 浄土真宗本願寺派門主 | 西本願寺       |
| 第6期  | 高階瓏仙   | 1963年10月 - 1965年12月 | 曹洞宗管長           | 永平寺・總持寺 |
| 第7期  | 岸信宏     | 1965年12月 - 1967年12月 | 浄土門主             | 知恩院         |
| 第8期  | 大谷光暢   | 1967年12月 - 1969年12月 | 真宗大谷派門首       | 東本願寺       |
| 第9期  | 大谷光照   | 1969年12月 - 1971年12月 | 浄土真宗本願寺派門主 | 西本願寺       |
| 第10期 | 岩本勝俊   | 1971年12月 - 1972年3月  | 曹洞宗管長           | 總持寺         |
| 第10期 | 佐藤泰舜   | 1972年04月 - 1973年8月  | 曹洞宗管長           | 永平寺         |
| 第11期 | 佐藤泰舜   | 1973年09月 - 1976年3月  | 曹洞宗管長           | 永平寺         |
| 第12期 | 大谷光暢   | 1976年04月 - 1978年3月  | 真宗大谷派門首       | 東本願寺       |
| 第13期 | 大谷光真   | 1978年04月 - 1980年3月  | 浄土真宗本願寺派門主 | 西本願寺       |
| 第14期 | 秦慧玉     | 1980年04月 - 1982年3月  | 曹洞宗管長           | 永平寺         |
| 第15期 | 金子日威   | 1982年04月 - 1984年3月  | 日蓮宗管長           | 池上本門寺     |
| 第16期 | 藤井実応   | 1984年04月 - 1986年3月  | 浄土門主             | 知恩院         |
| 第17期 | 阿倍野竜正 | 1986年04月 - 1988年3月  | 高野山真言宗管長     | 金剛峯寺       |
| 第18期 | 大谷光真   | 1988年04月 - 1990年3月  | 浄土真宗本願寺派門主 | 西本願寺       |
| 第19期 | 春見文勝   | 1990年04月 - 1992年3月  | 臨済宗妙心寺派管長   | 妙心寺         |
| 第20期 | 山田惠諦   | 1992年04月 - 1994年3月  | 天台座主             | 延暦寺         |
| 第21期 | 中村康隆   | 1994年04月 - 1996年3月  | 浄土門主             | 知恩院         |
| 第22期 | 高井隆秀   | 1996年04月 - 1998年3月  | 真言宗智山派管長     | 智積院         |
| 第23期 | 濱野堅照   | 1998年04月 - 2000年3月  | 真言宗豊山派管長     | 長谷寺         |
| 第24期 | 大谷暢顯   | 2000年04月 - 2002年3月  | 真宗大谷派門首       | 東本願寺       |
| 第25期 | 大谷光真   | 2002年04月 - 2004年3月  | 浄土真宗本願寺派門主 | 西本願寺       |
| 第26期 | 藤井日光   | 2004年04月 - 2006年3月  | 日蓮宗管長           | 久遠寺         |
| 第27期 | 大道晃仙   | 2006年04月 - 2008年3月  | 曹洞宗管長           | 總持寺         |
| 第28期 | 松長有慶   | 2008年04月 - 2010年3月  | 高野山真言宗管長     | 金剛峯寺       |
| 第29期 | 河野太通   | 2010年04月 - 2012年3月  | 臨済宗妙心寺派管長   | 妙心寺         |
| 第30期 | 半田孝淳   | 2012年04月 - 2014年3月  | 天台座主             | 延暦寺         |
| 第31期 | 加藤精一   | 2014年04月 - 2016年3月  | 真言宗豊山派管長     | 長谷寺         |
| 第32期 | 小峰一允   | 2016年04月 - 2018年3月  | 真言宗智山派管長     | 智積院         |
| 第33期 | 江川辰三   | 2018年04月 - 2020年3月  | 曹洞宗管長           | 總持寺         |
| 第34期 | 大谷光淳   | 2020年04月 - 2022年3月  | 浄土真宗本願寺派門主 | 西本願寺       |
| 第35期 | 大谷暢裕   | 2022年04月 - 2024年3月  | 真宗大谷派門首       | 東本願寺       |
| 第36期 | 伊藤唯眞   | 2024年04月 - 現職       | 浄土門主             | 知恩院         |

## 諸問題

### 町田発言
1979年（昭和54年）に世界宗教者平和会議で、全日本仏教会理事長の町田宗夫（曹洞宗宗務総長当時）が「日本には部落差別はない」と発言（町田発言）した事がきっかけで、宗教界に対する強い糾弾が行われ、これが引き金となり、2年後の1981年に同和問題にとりくむ宗教教団連帯会議（同宗連）が結成された。1985年に、天台宗延暦寺において同宗連の第9回同和研修会が行われ前述の町田宗夫が基調講演を行った事を全国仏教会の機関誌「全仏」が伝えている。これによれば、部落解放同盟による糾弾会は5回行われ、それによって「自らの真摯な懺悔を根幹として、同和問題への取り組みへの姿勢を切々と語った」「同和問題の解決こそが我々宗教者の真の使命」と述べた。

### イオンとの軋轢
イオンが2010年（平成22年）、イオンクレジットサービスが手がける葬儀紹介サービスにて「布施の価格目安」を打ち出したところ、全日本仏教会が「戒名や布施に定価はない。企業による宗教行為への介入だ」と反発した。しかし8宗派、全国約600の寺院の協力が得られることになった。

### 僧侶派遣についての軋轢
Amazon.co.jpでは、2015年（平成27年）12月から、葬儀会社紹介サイトである「みんれび」が提供する、法事の僧侶派遣サービス「お坊さん便」を掲載するようになったが、これに対して、全日本仏教会が、宗教行為を商品化しているなどとして、アメリカ合衆国のAmazon.comに対し、ウェブサイトの掲載中止を申し入れることになった。
宗教行為の商品化によって、宗教法人への租税優遇の根拠が揺らぎかねないと、仏教会側が懸念していることが背景にある。2016年（平成28年）4月、アマゾンから「お坊さん便の中止に応じない」との回答があったと報じられた。その後、2019年に全日本仏教会とよりそう（旧：みんれび）が会談し、双方合意の上で2019年10月によりそうはAmazon.co.jpへの掲載をとりやめた